# Plavecké Podhradie
Plavecké Podhradie es un municipio del distrito de Malacky en la región de Bratislava, Eslovaquia. Tiene una población estimada, a fines de 2023, de 719 habitantes. 
Está ubicado al norte de la región, en el valle del río Morava y cerca de la frontera con la región de Trnava y con Austria.

## Demografía
| Año        | 1994 | 2004    | 2014    | 2024    |
| ---------- | ---- | ------- | ------- | ------- |
| Población  | 692  | 696     | 674     | 727     |
| Diferencia |      | +0,57 % | −3,16 % | +7,86 % |

| Año        | 2023 | 2024    |
| ---------- | ---- | ------- |
| Población  | 719  | 727     |
| Diferencia |      | +1,11 % |